# Tour du roi Frédéric-Auguste

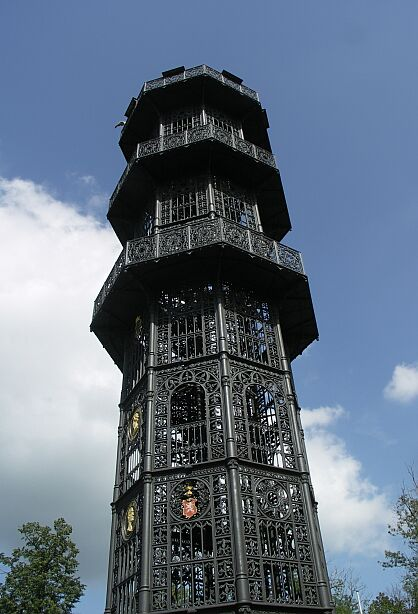
La tour du roi Frédéric-Auguste

La tour du roi Frédéric-Auguste (König-Friedrich-August-Turm) est une tour d'observation en fonte construite en 1854. Elle est située sur  le Löbauer Berg à Löbau (Saxe). C'est peut-être la tour la plus ancienne construite en fer. 
Elle est nommée ainsi en l'honneur du roi Frédéric-Auguste II de Saxe.
Elle fut financée et réalisée par Friedrich August Bretschneider sur le modèle technique du Crystal Palace de l'architecte Joseph Paxton. Sa forme octogonale de 4 mètres de diamètre s'élève à une hauteur totale de 28 mètres et s'enfonce à 8 m de profondeur. Elle possède des galeries d'observation à  12, 18 et 24 mètres.. Les travaux de construction ont commencé le 18 mai 1854 après une préparation de la terre commencée le 12 janvier. Le 9 septembre 1854 a lieu l'inauguration peu après la mort du roi Frédéric-Auguste.
En 1993, elle a été démantelée et ses pièces ont été complètement reconstituées, puis elle a été reconstruite en 1994.